# 매기 맥나마라

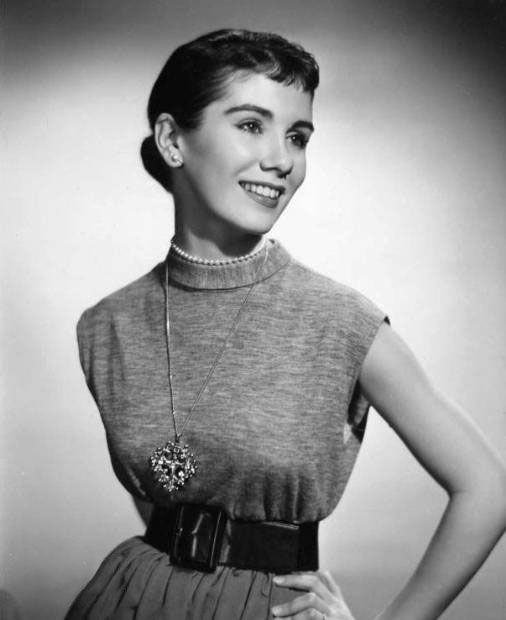

매기 맥너매라(Maggie McNamara, 1928년 6월 18일 ~ 1978년 2월 18일)는 미국의 모델, 연극 배우, 텔레비전 배우, 영화배우이다.
뉴욕에서 태어났으며 뉴욕에서 사망하였다. 사인은 과다복용이다.

## 영화
- 더 카디널 (1963년)
- 애천 (1954년)
- 푸른 달 (1953년)